# Aziz
Az Aziz arab eredetű férfinév, Mohamed próféta egyik neve, jelentése: az, aki szeretett, kedvezményben részesített. Női párja: Aziza.

## Gyakorisága
Az 1990-es és a 2000-es években nem volt anyakönyvezhető.

## Névnapok
- nincs hivatalos